# 安藝市
安藝市（日语：／ Aki shi */?）是位於日本高知縣東部的城市，距離高知市約40公里。北邊為四國山地，南邊面向土佐灣，國道55號與土佐黑潮鐵道則通過地處安藝平原的市中心。當地以第二級產業為主。安藝市盛行栽培柚子和在溫室裡種植蔬菜，為高知縣內最大的柚子生產地，冬春茄子的產量也位居日本第一。
三菱集團的前身-三菱財閥的創立者岩崎彌太郎即出生於此。

## 地理
安藝市境內約89%的面積被山林覆蓋。發源於北部山區的安藝川與伊尾木川在下流形成安藝平原，並且往南注入土佐灣。

## 歷史
境內的玉造與黑鳥地區在古時候為村落，並且被記錄在平安時代的和名類聚抄中。安藝地區在中世紀時由安藝氏統治，據說其為壬申之亂戰敗後被流放到土佐的左大臣蘇我赤兄的後代。戰國時代末期，安藝氏被統一四國地區的長宗我部元親消滅。江戶時代當地成為土佐藩的領地，並由山內一豐的家臣五藤為重治理。此後五藤氏統治安藝地區直至明治維新時期。

### 年表
- 1889年4月1日：實施町村制，現在的安藝市在當時分屬：安藝郡安藝村、穴內村、伊尾木村、川北村、東川村、畑山村、井之口村、土居村、赤野村。
- 1895年11月21日：安藝村改制為安藝町。
- 1943年10月1日：穴內村被併入安藝町。
- 1954年8月1日：安藝町、伊尾木村、川北村、東川村、畑山村、井之口村、土居村、赤野村合併為安藝市[7]。

### 變遷表
| 1889年4月1日 | 1889年 - 1926年       | 1926年 - 1954年          | 1926年 - 1954年     | 1955年 - 1989年     | 1989年 - 現在       | 現在                |
| ------------ | --------------------- | ------------------------ | ------------------- | ------------------- | ------------------- | ------------------- |
| 安藝村       | 1895年11月21日 安藝町 | 1895年11月21日 安藝町    | 1954年8月1日 安藝市 | 1954年8月1日 安藝市 | 1954年8月1日 安藝市 | 1954年8月1日 安藝市 |
| 穴內村       | 穴內村                | 1943年10月1日 併入安藝町 | 1954年8月1日 安藝市 | 1954年8月1日 安藝市 | 1954年8月1日 安藝市 | 1954年8月1日 安藝市 |
| 伊尾木村     |                       |                          | 1954年8月1日 安藝市 | 1954年8月1日 安藝市 | 1954年8月1日 安藝市 | 1954年8月1日 安藝市 |
| 川北村       |                       |                          | 1954年8月1日 安藝市 | 1954年8月1日 安藝市 | 1954年8月1日 安藝市 | 1954年8月1日 安藝市 |
| 東川村       |                       |                          | 1954年8月1日 安藝市 | 1954年8月1日 安藝市 | 1954年8月1日 安藝市 | 1954年8月1日 安藝市 |
| 畑山村       |                       |                          | 1954年8月1日 安藝市 | 1954年8月1日 安藝市 | 1954年8月1日 安藝市 | 1954年8月1日 安藝市 |
| 井之口村     |                       |                          | 1954年8月1日 安藝市 | 1954年8月1日 安藝市 | 1954年8月1日 安藝市 | 1954年8月1日 安藝市 |
| 土居村       |                       |                          | 1954年8月1日 安藝市 | 1954年8月1日 安藝市 | 1954年8月1日 安藝市 | 1954年8月1日 安藝市 |
| 赤野村       |                       |                          | 1954年8月1日 安藝市 | 1954年8月1日 安藝市 | 1954年8月1日 安藝市 | 1954年8月1日 安藝市 |

## 產業
當地的商業設施多集中在國道55號沿線，工廠也有向農村地區轉移的趨勢。目前安藝市的產業結構正逐漸從第一級產業轉向以第三級產業為中心。

## 交通

### 鐵路
- 土佐黑潮鐵道
  - 阿佐線：赤野車站 - 穴內車站 - 球場前車站 - 安藝車站 - 伊尾木車站 - 下山車站

|  |  |
|  |  |

## 觀光資源

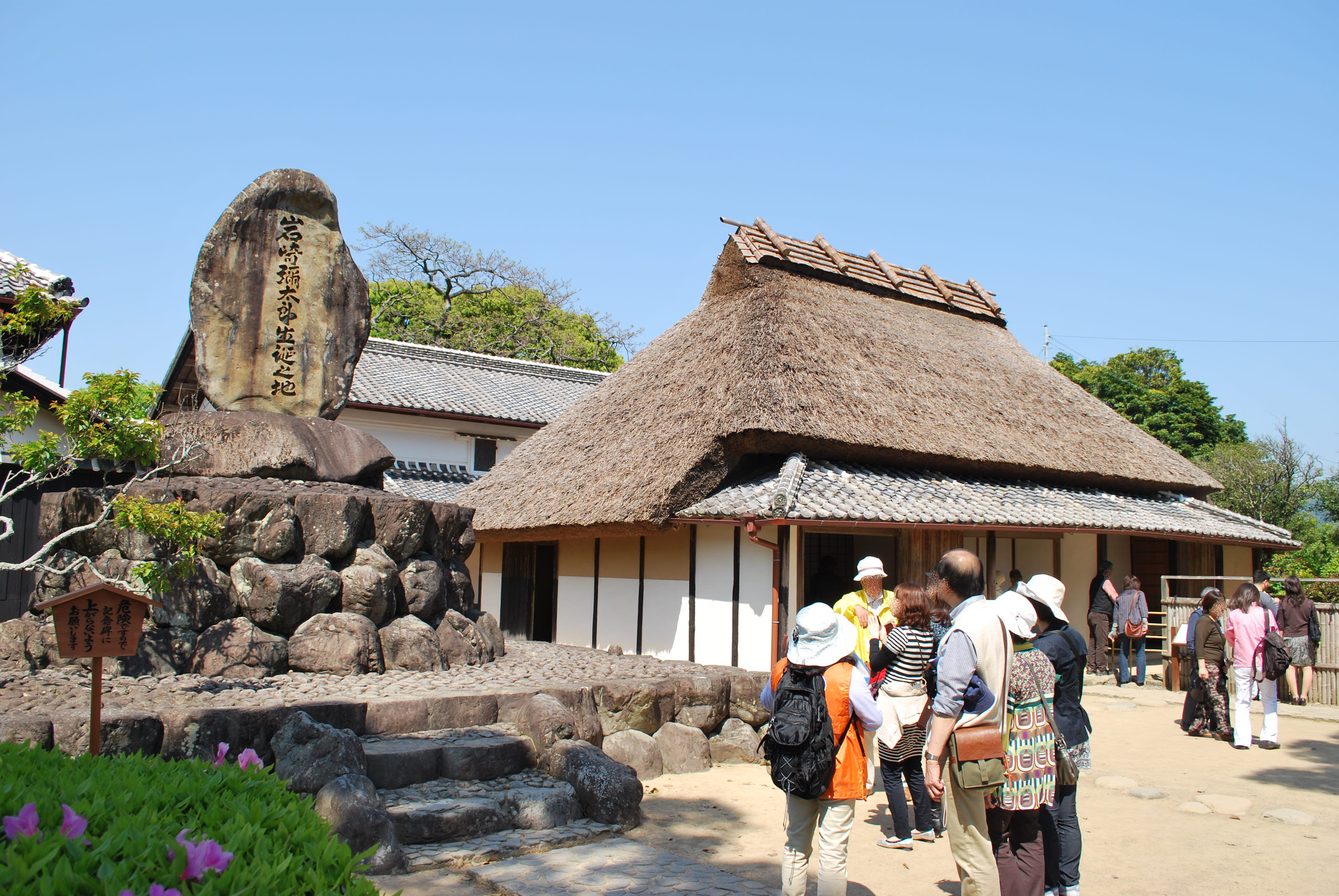
岩崎彌太郎誕生之家

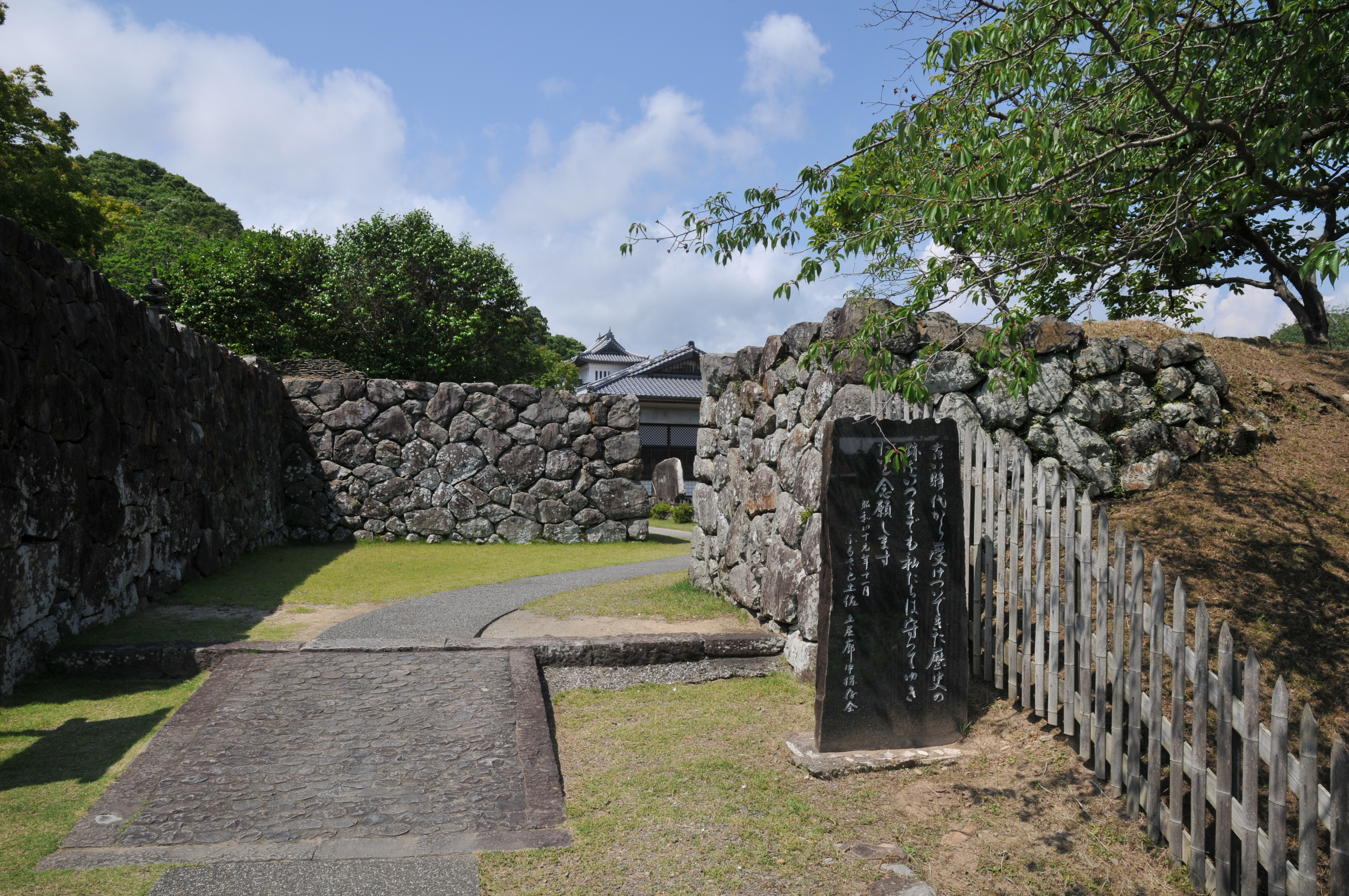
安藝城遺跡

- 岩崎弥太郎銅像
- 內原野陶藝館
- 安藝城遺跡
- 安藝市書道美術館
- 安藝市歷史民俗資料館
- 岩崎彌太郎誕生之家

## 教育
高等學校
- 高知縣立安藝高等學校
- 高知縣立安藝高等學校
- 高知縣立安藝櫻丘高等學校

## 姊妹、友好城市

### 日本
- 龍野市（兵庫縣）

## 本地出身之名人
- 井內彦四郎：企業家、關西急行電鐵（現在的近畿日本鐵道）創辦人
- 岩崎彌太郎：企業家、三菱財閥創辦人
- 岩崎彌之助：企業家、三菱財閥第二代總帥
- 岩崎久彌：企業家、三菱財閥第三代總帥
- 影山光一：企業家、前近畿日本鐵道專務取締役
- 黑岩涙香：小説家
- 小松壘：職業足球選手
- 須藤豐：職業棒球選手
- 土佐之海敏生：大相撲力士
- 栃煌山雄一郎：大相撲力士
- 弘田龍太郎：作曲家
- 川谷拓三：俳優

## 外部連結
- （日語） 官方网站
- （日語） 安藝市觀光協會 （页面存档备份，存于）